# Hagen (Nibelungenlied)
Hagen är en diktgestalt i Nibelungenlied och en mansroll musikdramat Götterdämmerung av Richard Wagner. 
Hagen är en burgundisk vasall, Siegfrieds lömske baneman. Hos Wagner är han son till den ondskefulle dvärgen Alberich. Rollen sjungs av en bassångare.